# 바인 짱
바인 짱(베트남어: bánh tráng) 또는 라이스 페이퍼(영어: rice paper→쌀 종이)는 쌀가루로 만든 얇은 반대기이다. 베트남 요리에 쓰이는데, 주로 고이 꾸온이나 짜 조 등을 쌀 때 쓴다.

## 이름
베트남어 "바인(bánh)"은 한자 "餠(한국 한자음: 병)"에서 나온 말로, 쌀가루나 밀가루 등 곡분이나 찧은 밥 등으로 만든 음식을 두루 일컫는다. "짱(tráng)"은 "두르다", "싸다", "입히다"라는 뜻이다.

## 사진 갤러리

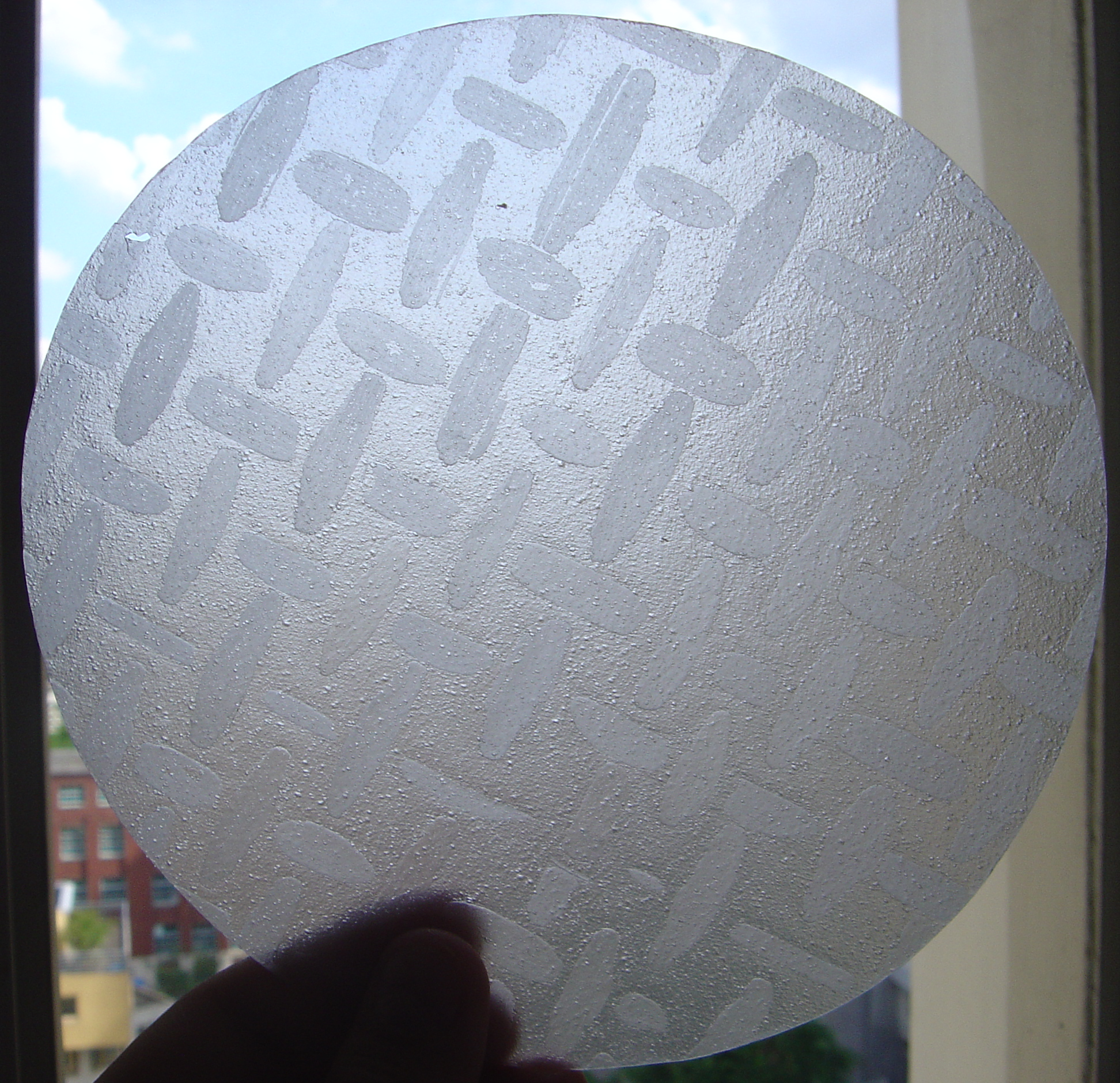
바인 짱
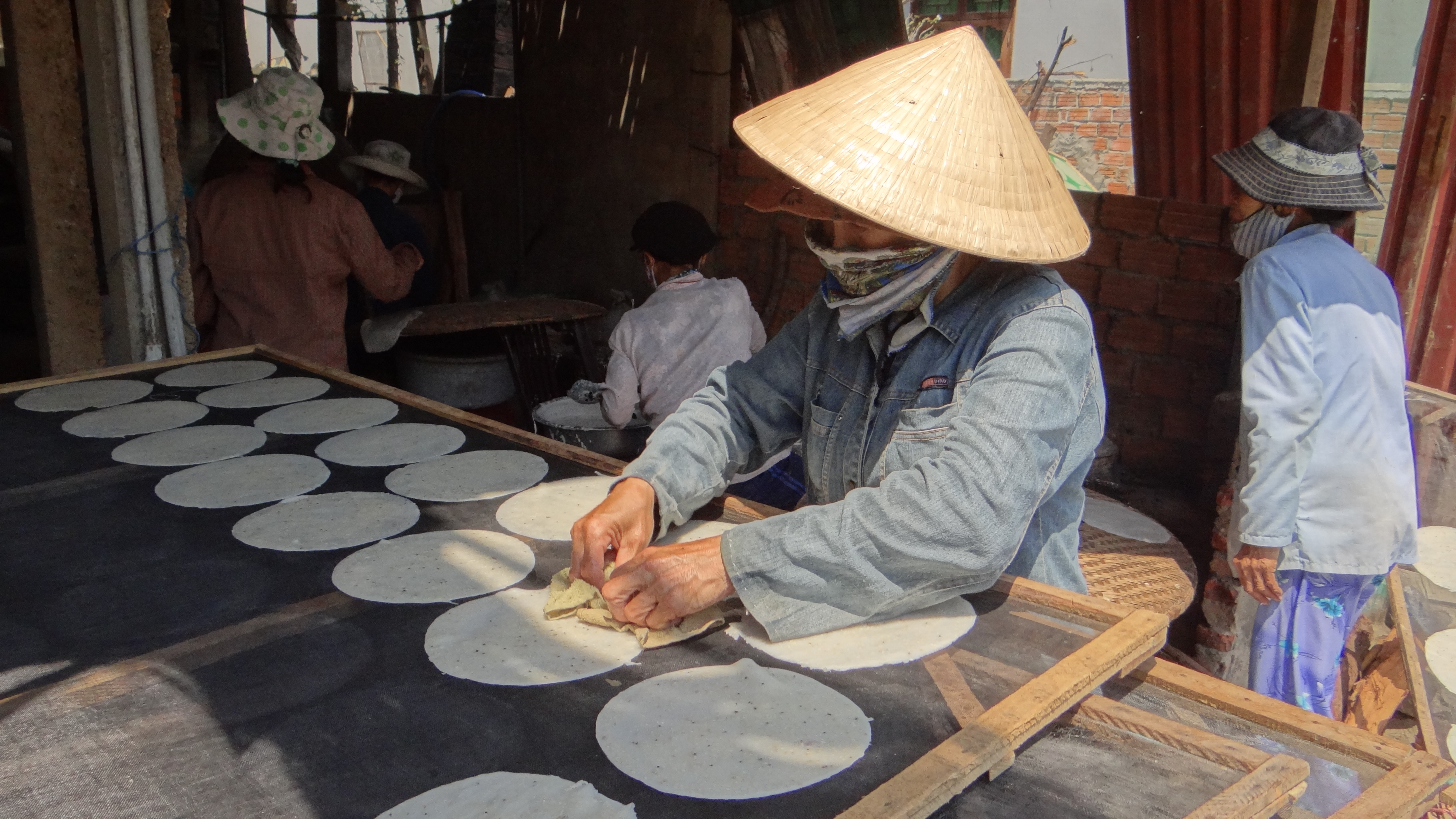
바인 짱 만들기
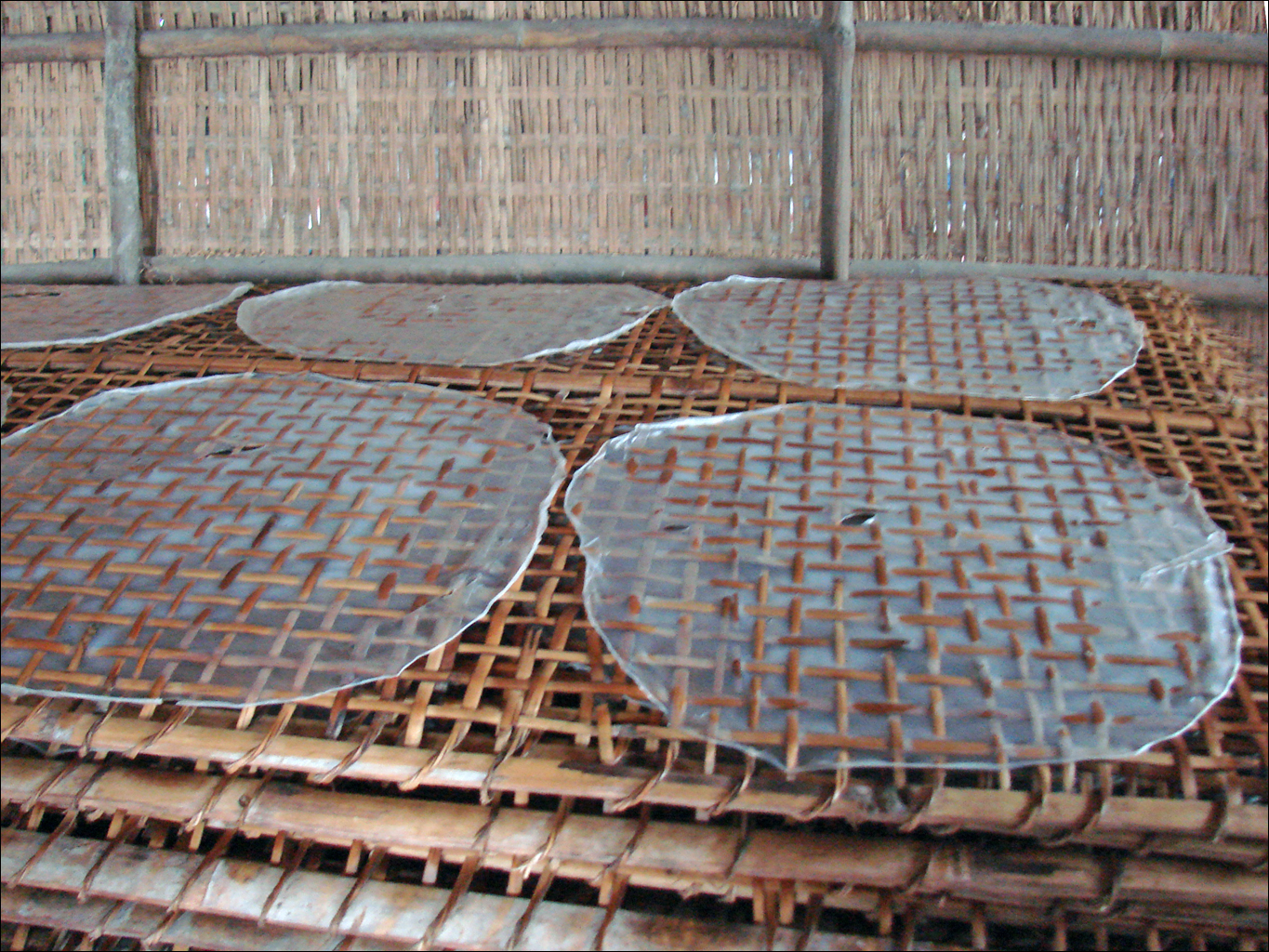
바인 짱 말리기

## 같이 보기
- 만두피
- 춘권피
- 토르티야